# Tetratheca procumbens
Tetratheca procumbens är en tvåhjärtbladig växtart som beskrevs av Gunn och Joseph Dalton Hooker. Tetratheca procumbens ingår i släktet Tetratheca och familjen Elaeocarpaceae. Inga underarter finns listade i Catalogue of Life.